# Бути людиною (телесеріал, 2011)
«Бути людиною» (англ. Being Human) — надприродний драмедійний телесеріал, заснований на однойменному британському телесеріалі BBC 2008—2013 років. Американо-канадський ремейк повністю відповідав подіям британського оригіналу. У головних ролях знялися актори: Сем Гантінґтон (перевертень Джош), Сем Вітвер (вампір Ейдан) та Меган Рат (привід Саллі).
Прем'єра телешоу відбулася 17 січня 2011 — 7 квітня 2014 року на каналах Syfy (США) та Space (Канада).

## Сюжет
Троє молодих співмешканців намагаються зберегти свою таємницю від решти світу. Адже Ейдан — 260-річний вампір-вигнанець, Джош — високоморальний перевертень, а Саллі — закоханий привид. Ці троє намагаються допомогти одне одному орієнтуватися у складності подвійного життя, намагаючись при цьому влаштувати своє власне.

## Список епізодів
| Сезони | Епізоди | Прем’єрний показ | Прем’єрний показ |
| Сезони | Епізоди | початок          | закінчення       |
| ------ | ------- | ---------------- | ---------------- |
| 1      | 13      | 17 січня 2011    | 11 квітня 2011   |
| 2      | 13      | 16 січня 2012    | 9 квітня 2012    |
| 3      | 13      | 14 січня 2013    | 8 квітня 2013    |
| 4      | 13      | 13 січня 2014    | 7 квітня 2014    |

## Актори і персонажі

### Основний склад
- Сем Вітвер — Ейдан Вейт, майже 260-річний вампір, медбрат бостонської лікарні.
- Сем Гантінґтон — Джош Левісон, перевертень, санітар у лікарні округу Саффолк.
- Меган Рат — Саллі Малік, дівчина-привид, яка загинула в будинку, що знімають Ейдан і Джонш.
- Крістен Гаґер — Нора Сарджент, дівчина Джоша, медсестра лікарні.

### Другорядний склад
- Марк Пеллегріно — Джеймс Бішоп, давній вампір, який перетворив Ейдана; офіцер поліції Бостона.
- Дічен Лакмен — Сурен (2 сезон), дочка Матері вампірів, заборонене кохання Ейдана.
- Сара Аллен —  Ребекка Флінт, випадкова коханка Ейдана, перетворена ним на вампірицю.
- Елісон Лоудер — Емілі Левісон, сестра Джоша.
- Джанпаоло Венута — Денні, власник квартири Ейдана та Джоша, колишній наречений Саллі, винний в її смерті.
- Террі Кінні — Геґеманн, могутній вампір, лідер стародавнього голландського клану.
- Роберт Нейлор — Стіві Еткінс, привид підлітока-самогубці, друг Саллі, якого випадково повертають до нашого світу під час магічного ритуалу.
- Кайл Шмід —  Генрі Дарем, важко поранений солдат, перетворений Ейданом на безсмертного вампіра, його «блудний син», який повернувся до «батька» через 80 років.
- Сюзанна Фурньє — Зої Гонсалес, медсестри, яка здатна бачити привидів.
- Наталі Браун — Джулія, колишня наречена Джоша та колишня подружка Ейдана.
- Емі Аквіно —  Донні Джілкріст, кухарка-відьма.
- Душан Дукіч — Скотт / Жнець, що переслідує душу Саллі.
- Діна Азіз — Мати, найпотужніша вампірка, глава всіх кровососів.
- Пет Кілі — Нік Фенн, колишній колега Саллі, привид, ненавмисно повернутий разом зі Стіві.
- Джессі Рат —  Роббі Малік, молодший брат Саллі (як і виконавець цієї ролі — брат акторки Меган Рат), новий власник будинку.
- Коннор Прайс — Кенні, навернутий Ейденом вампір, новий лідер Бостона.
- Ріанон Моллер-Троттер — Джекі, кохана Емілі, яка потрапляє в лікарню, де Емілі зустрічає свого брата — Джоша.
- Боббі Кампо — Макс (3 сезон), працівник похоронного бюро.